# Keven McAlester
Keven McAlester ist ein amerikanischer Regisseur, Drehbuchautor und Produzent von Dokumentarfilmen, der bei der Oscarverleihung 2015 zusammen mit Rory Kennedy für den Oscar in der Kategorie Bester Dokumentarfilm für seine Arbeit bei Last Days in Vietnam nominiert war. McAlester wuchs in Texas auf und war zunächst als Radio-DJ und als Musikjournalist tätig, unter anderem bei der New Times Los Angeles. 2005 begann er seine Filmkarriere mit You're Gonna Miss Me, einer Filmbiographie des Rockmusikers Roky Erickson. Neben seiner Tätigkeit als Dokumentarfilmer wirkte er auch als Regisseur und Produzent an dem Musikvideo Dance with Me der Alternative-Country-Band Old 97’s aus Dallas mit.

## Filmografie
- 2005: You’re Gonna Miss Me (Dokumentarfilm, Regisseur und Produzent)
- 2008: Dance with Me (Kurzfilm, Regisseur und Drehbuchautor)
- 2008: The Dungeon Masters (Dokumentarfilm, Regisseur)
- 2010: The Fence (La Barda, Dokumentar-Kurzfilm, Produzent)
- 2014: Last Days in Vietnam (Dokumentarfilm, Drehbuchautor und Produzent)
- 2018: Generation Wealth (Dokumentarfilm, Co-Produzent)